# Saint-Chéron, Marne

Saint-Chéron este o comună în departamentul Marne, Franța. În 2009 avea o populație de 78 de locuitori.